# Ahmed El-Gendy
Ahmed El-Gendy (1 de março de 2000) é um pentatleta egípcio, campeão olímpico.

## Carreira
El-Gendy conquistou a medalha de prata nos Jogos Olímpicos de Verão de 2020 em Tóquio na prova masculina após somar 1477 pontos nos eventos combinados do pentatlo. Ele também ganhou a medalha de ouro pelo Egito nos Jogos Olímpicos de Verão de 2024 em Paris, quebrando os recordes olímpicos e mundiais com uma pontuação de 1555 pontos. Além disso, nessa edição de 2024, foi o porta-bandeiras na cerimônia de abertura. Ele foi o primeiro atleta da África a ganhar medalhas no pentatlo moderno.